# تل محمد کاظمی
تل محمد کاظمی مربوط به دوره ساسانیان است و در شهرستان ممسنی، بخش مرکزی، روستای سروان واقع شده و این اثر در تاریخ ۱۲ بهمن ۱۳۸۱ با شمارهٔ ثبت ۷۲۱۷ به‌عنوان یکی از آثار ملی ایران به ثبت رسیده است.